# Naf
Pour les articles homonymes, voir NAF.
La Naf (নাফ নদী) est un fleuve qui forme la frontière entre le Bangladesh et la Birmanie.

## Géographie

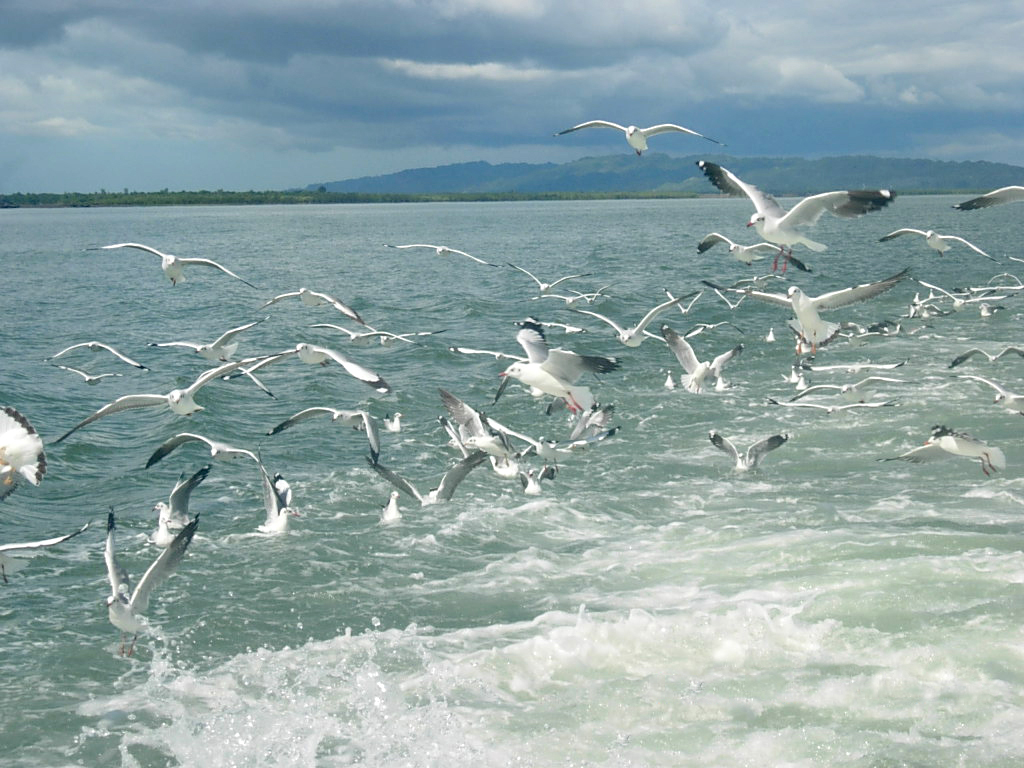
Mouettes du Tibet dans l'estuaire de la Naf

Il forme un très long estuaire à l'extrême sud-est du district bangladais de Cox's Bazar, qu'il sépare de l'État d'Arakan, en Birmanie. Il prend sa source dans les monts d'Arakan et se jette dans le golfe du Bengale. La largeur de l'estuaire varie de 1,6 à 3,2 km. Il est sensible à la marée sur une grande distance.